# Christopher Colquhoun
Christopher Colquhoun (* 10. Januar 1970 in Sheffield, England) ist ein britischer Schauspieler, der bei der RADA ausgebildet wurde. Bekanntheit erlangte er durch seinen Auftritt als Simon Kaminski in den BBC-Dramaserien „Casualty“ (2002–2004). Dieselbe Rolle verkörperte er in „Holby City“.
Christopher trat auch in „The Weakest Link“ und „Comic Relief Does Fame Academy“ auf.

## Filmografie (Auswahl)
- 1997–2004: Casualty (Fernsehserie, 98 Folgen)
- 1997–2008: The Bill (Fernsehserie, 3 Folgen)
- 1999: Gerichtsmedizinerin Dr. Samantha Ryan (Silent Witness; Fernsehserie, 2 Folgen)
- 2006: Doctors (Fernsehserie, 1 Folge)
- 2007: Hautnah – Die Methode Hill (Wire in the Blood; Fernsehserie, 1 Folge)
- 2009–2010: Coronation Street (Fernsehserie, 12 Folgen)
- 2013: Law & Order: UK (Fernsehserie, 1 Folge)
- 2016: Fleabag (Fernsehserie, 1 Folge)
- 2016: Inspector Barnaby (Midsomer Murders) Fernsehserie, Staffel 19, Folge 1: Das untote Dorf (The Village That Rose From The Dead)
- 2017: iBoy
- 2017: Ransom (Fernsehserie, 1 Folge)
- 2017: Vera – Ein ganz spezieller Fall (Vera; Fernsehserie, 4 Folgen)
- 2017–2020: Absentia (Fernsehserie, 30 Folgen)